# 索赫河
索赫河（俄语：Сох，IPA：[ˈsox]）是吉爾吉斯斯坦和烏茲別克斯坦的河流，屬於錫爾河的左支流，河道全長124公里，流域面積3,510平方公里，河水主要來自融雪，平均流量每秒42.1立方米，河水用作灌漑和食水供應。